# Silene multicaulis
Silene multicaulis là loài thực vật có hoa thuộc họ Cẩm chướng. Loài này được Guss. miêu tả khoa học đầu tiên năm 1826.